# Hradní kaple

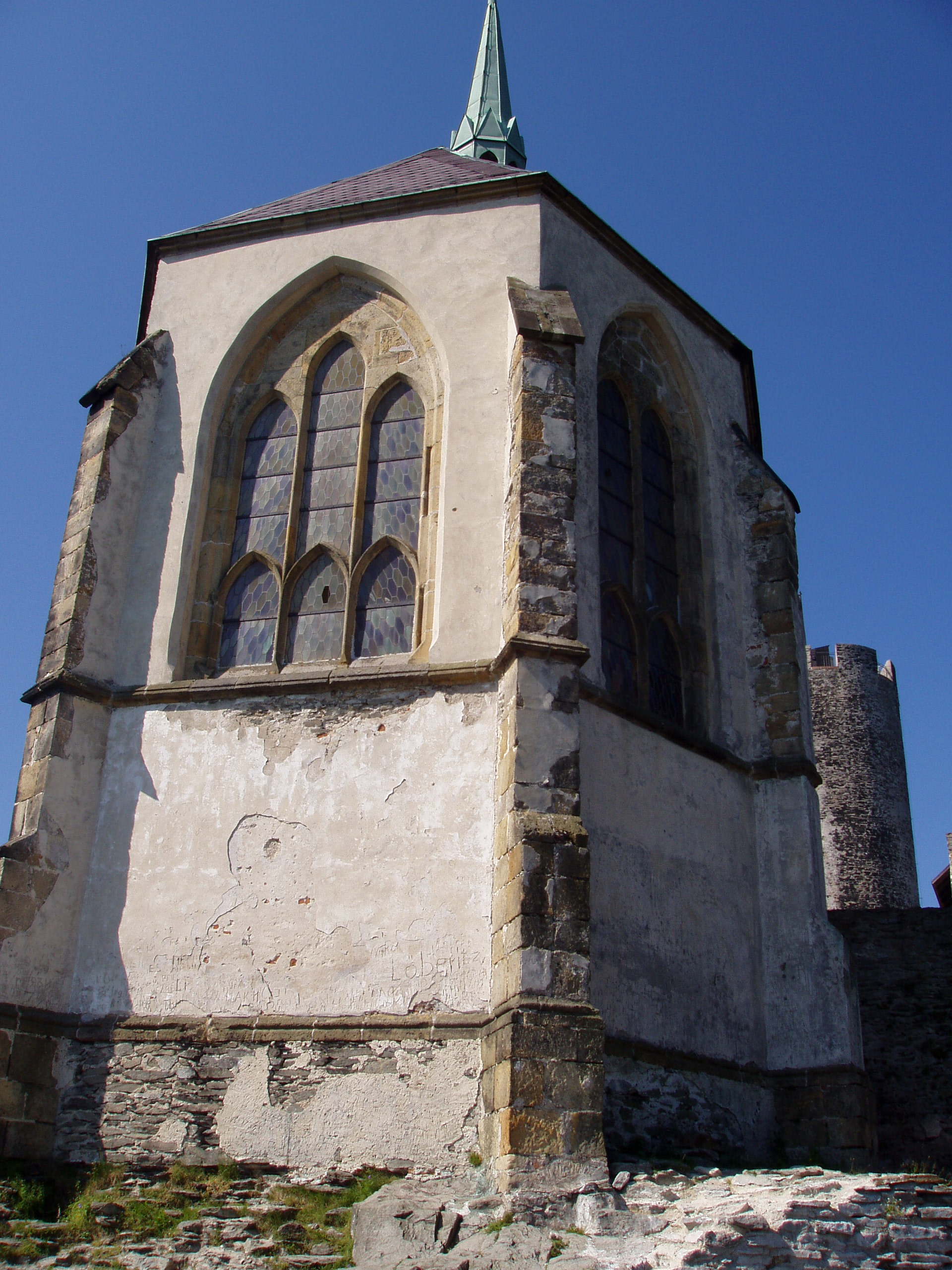
Závěr hradní kaple na Bezdězu

Hradní kaple představují specifický stavební a do značné míry i funkční typ v rámci středověkého stavitelství. Zpravidla se jedná o nevelkou sakrální prostoru v rámci opevněného sídla – hradu.

## Typologie
Ze stavebního i provozního hlediska se může jednat o samostatný objekt, stavbu navazující jednou či více stěnami na obytné či další hradní budovy, případně o prostoru začleněnou do palácové či obytné stavby; kaple může být nápadná a reprezentačně vyzdobená, ale může být řešená i skromně až intimně. I v takových případech však bývají odlišitelné tvarem oken, ale především ozdobným kněžištěm, vystupujícím z průčelí budovy.
Kaple se mohou nacházet na úrovni terénu – v přízemí, ale mohou být umístěny i ve vyšších partiích stavby, např. v úrovni reprezentačního podlaží; specifickou formou jsou i kaple nad bránou. Kaple ovšem může nést patro, které rovněž mohlo tvořit součást obranného systému hradu.
Reprezentační úloha kaple mohla vést k umístění křehké ozdobné stavby do citlivých pozic obranného systému a způsobovat riziko pro případ dobývání pevnosti.
Z hlediska chronologického vztahu k ostatním hradním objektům vznikaly nejrůznější situace. Často byla kaple stavěna v rámci jednoho stavebního projektu s obrannými, obytnými, hospodářskými objekty hradu, ale mohla vzniknout dříve (mohla být zachována z předchozí výstavby hradu, mohlo jít o původně samostatný sakrální objekt), nebo být přistavěna či vestavěna později; rovněž mohla být z reprezentačních důvodů honosně přestavěna v pokročilejším slohovém pojetí. I v případě současné výstavby se honosná kaple mohla odlišovat stylově, protože výtvarně a často i technicky náročná zakázka mohla být zadána vyspělejší skupině řemeslníků.
Hradní kaple byly často vybaveny panskou emporou, která byla většinou umístěna na opačné straně než oltář, tedy obvykle u západní stěny.
Specifickým typem jsou kaple patrové, kde honosnější a významnější horní patro obvykle navazovalo na reprezentativní prostory paláce.

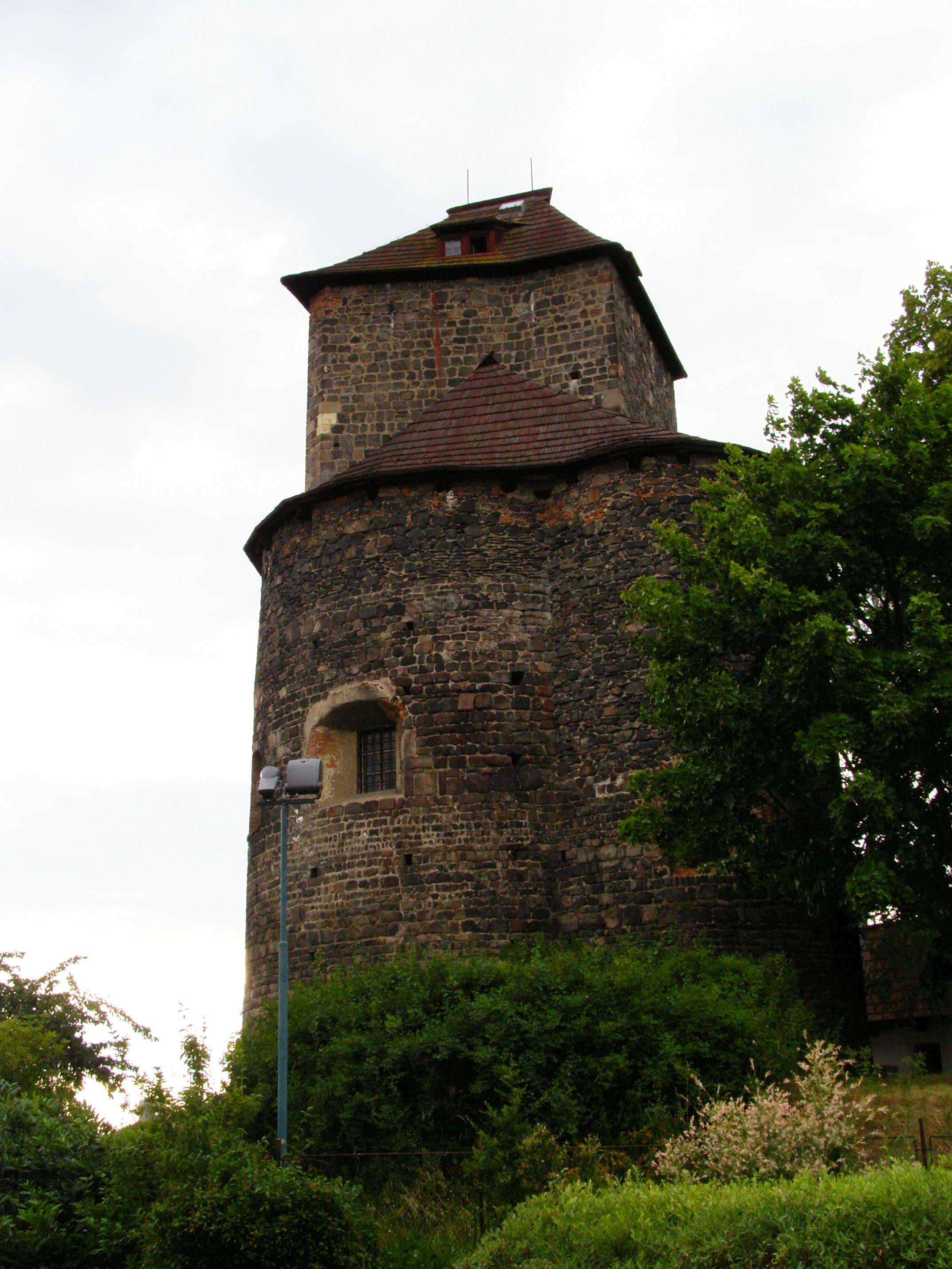
Týnec nad Sázavou, rotunda s věží

Porovnatelné jsou ze stavebního a provozního hlediska kaple městských paláců (panovnických, biskupských, klášterních, šlechtických) či radnic, nebo kaple opatských či panovnických domů v klášterech (komendách) apod.
V základním typologickém dělení je možné rozlišit hradní kaple do dvou velkých skupin, a to na samostatné kaple a na kaple, které jsou obsaženy v dalším objektu např. paláci nebo věži. U těchto skupin je pak možné najít další typy.
Samostatné kaple v rámci hradního areálu figurují jako zvláštní jednotka a mohou být volně stojící, ale nejčastěji jsou aditivně přiloženy k další zástavbě. Zde rozlišujeme tyto základní typy:
- samostatně nebo volně stojící kaple,
- kaple přiložené nebo zapojené do obvodové hradby,
- kaple připojené k paláci nebo k věži,
- kaplové věže,
- kaple umístěné na baště,
- skalní kaple.

Dále se setkáváme s kaplemi obsaženými v dalším objektu např. paláci nebo věži. Zde je možné rozeznat další typy:
- palácové kaple,
- kaple otevřené do profánního sálu
- kaple umístěné ve věži
- kaple v branské věži.

Další skupinou jsou integrované starší kaple nebo kostely, tedy jde o starší sakrální objekty, které byly využity při stavbě mladšího hradu. Jinou variantu představují kaple adaptované z profánního sálu, v tomto případě jde o prostor, který původně nebyl určen k liturgickému provozu.
Při porovnání této typologie s německým prostředním je zřejmé, že se liší jen mírně, respektive se v Čechách nesetkáváme s patrovými kaplemi, které se například ve Slezsku vyskytují. Další anomálií je to, že se v období vrcholného středověku v Čechách nesetkáme s kaplí v branské věži, která je v okolních zemích běžná, vyskytuje se i na Moravě (Buchlov, Zubštejn) a najdeme ji i v Budyšíně (Matyášova věž s kaplí svatého Jiří). Nicméně s tímto typem kaple se v Česku setkáme až v 16. a 17. století. Podobně se na našem území nesetkáváme s branskými kaplemi, které se ale v okolních zemích vyskytují jen výjimečně. S těmito uvedenými výjimkami je celkový obraz podobný, byť se německé bádání zaměřilo především na 12. a 13. století.

## Vývoj

### Dvanácté a třinácté století

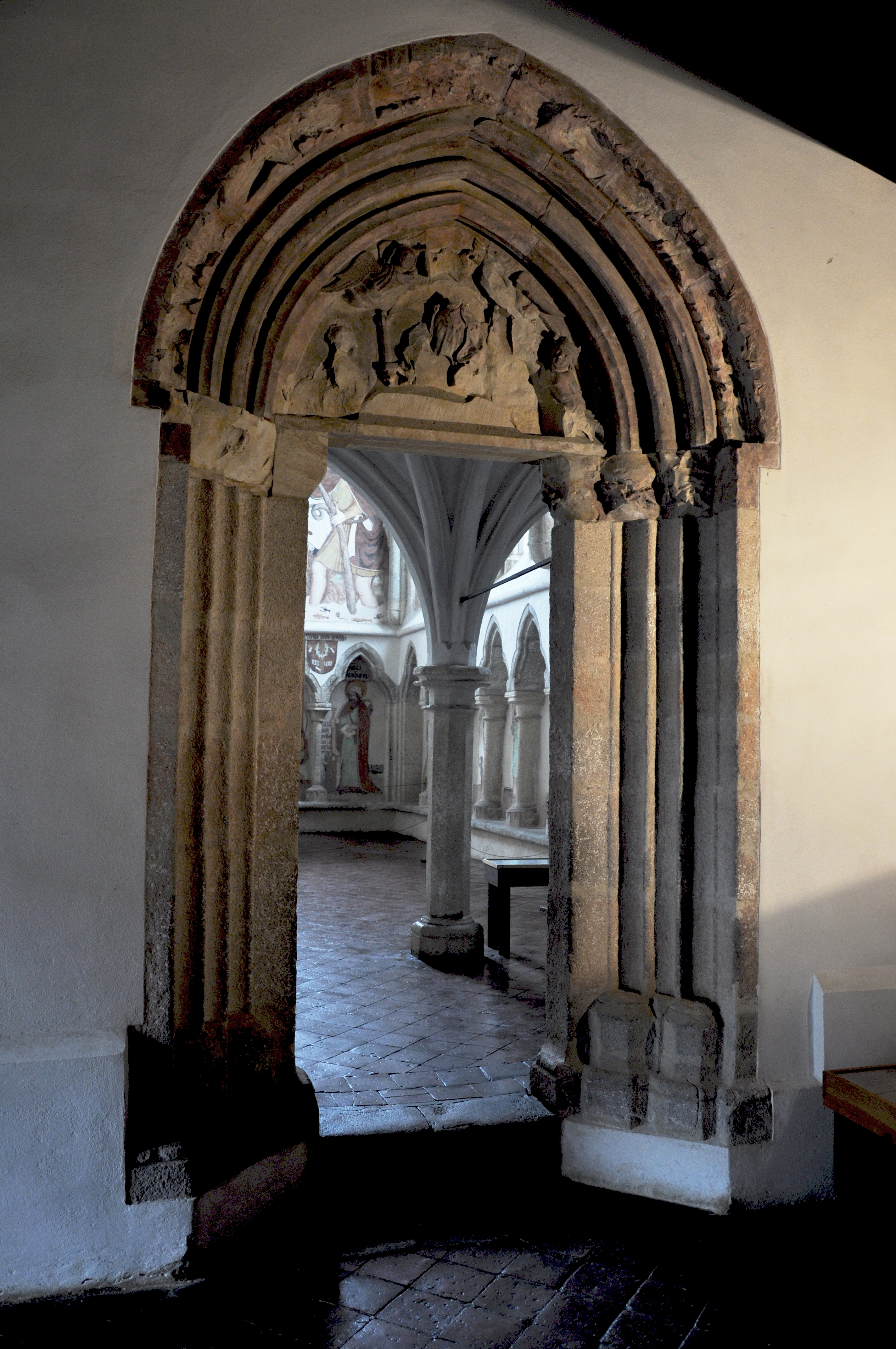
Zvíkov, portál vedoucí do kaple

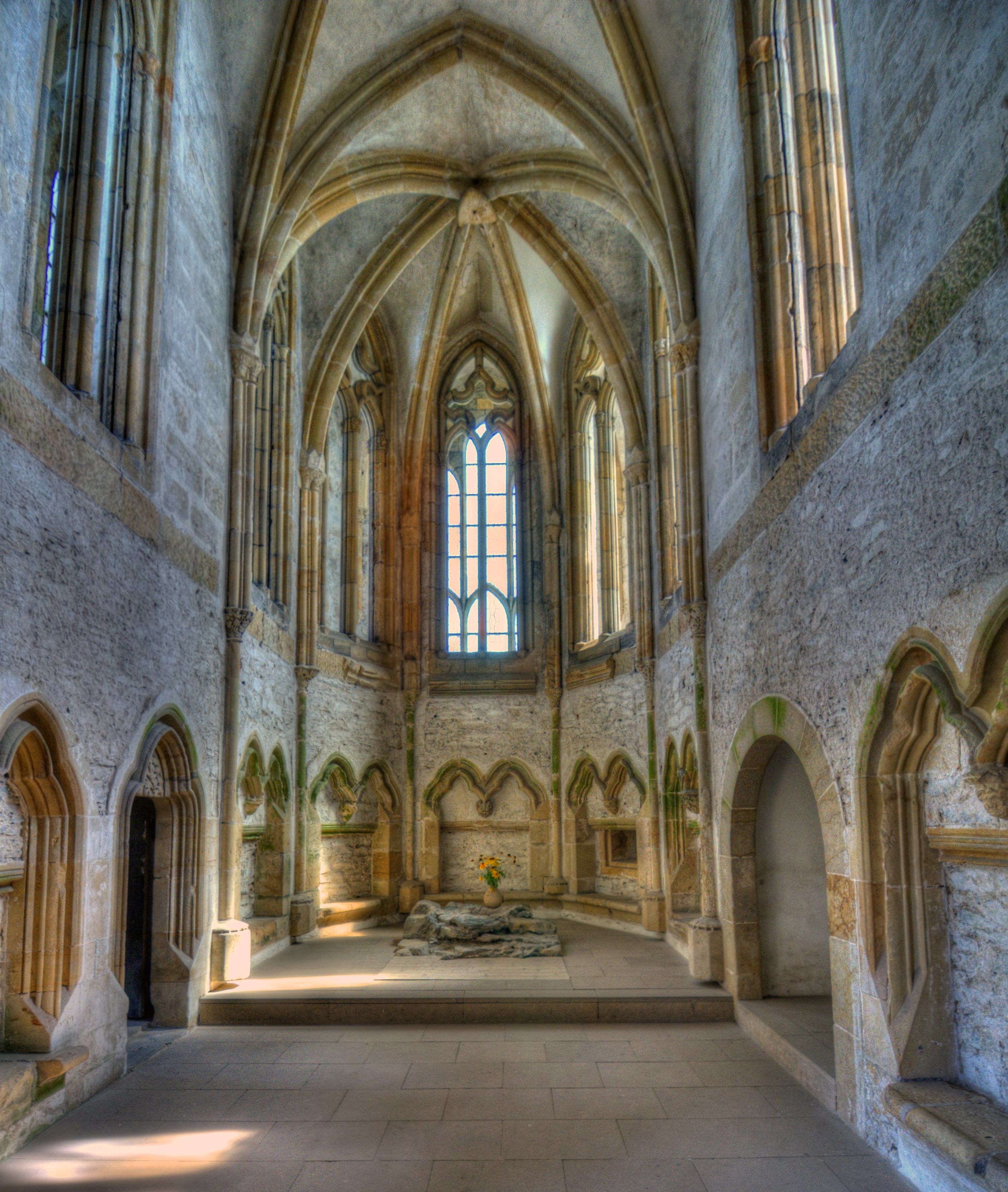
Bezděz, interiér kaple

Hradní kaple na počátku existence vrcholně středověkých hradů, tj. v období konce 12. a v první polovině 13. století, nejsou příliš početné. Celkově jde v Čechách o osm lokalit, v prvé řadě je to kaple Všech svatých na Pražském hradě, Horšovský Týn, Velešín, Landštejn, Týnec nad Sázavou, Loket, Roudnice a Blatná. Jedná se o nepříliš ucelený a špatně dochovaný soubor, kterému dominuje typ jednolodní kaple s půlkruhovou apsidou (kaple Všech svatých na Pražském hradě, Horšovský Týn, Velešín, Landštejn), méně časté jsou rotundy (Týnec nad Sázavou, Loket) a na Blatné a v Roudnici je otázka podoby kaple nejasná.
Většinou byly tyto kaple přiloženy k paláci (kaple Všech svatých na Pražském hradě, Horšovský Týn, Velešín), popřípadě kaple byla zapojena do hradby (Loket) nebo se jednalo o integraci staršího kostela do nově vzniklého hradního areálu (Týnec nad Sázavou) a setkáváme se zde i s jedním příkladem kaplové věže (Landštejn). Na Moravě pak za zmínku stojí relikty románské kaple při paláci znojemského hradu, kapli na Brumově dokládají nalezené kamenické články a nedávno se podařilo lokalizovat románskou kapli na Lukově.
Podoba kaplí je dána místní tradicí, zatímco na vztahu kaple k hradnímu areálu je možné pozorovat vlivy z přilehlých jižních a západních oblastí. V této etapě byl jediným stavebníkem hradních kaplí panovník nebo pražský biskup.
S prvními ohlasy gotiky v sakrálním prostoru hradní kaple se setkáme na Jindřichově Hradci, který lze datovat do čtyřicátých let 13. století. Jde o první kapli, u které předpokládáme polygonální závěr, který ale byl stále odsazen vítězným obloukem a jedná se o první palácovou kapli v Česku.
K výraznému obratu v podobě hradních kaplí došlo za vlády krále Přemysla Otakara II., který se osobně seznámil a také vyženil kulturně vyspělejší prostředí posledních Babenberků. Zvláště důležitou roli zde hrála podoba klosterneuburské palácové kaple zvaná capella speciosa, která byla vysvěcena roku 1222. Podoba této kaple je přímo odvozena od tehdy ve Francii rodících se skeletových konstrukcí, které se následně v rozmělněné podobě objevily i v Česku.
Soubor kaplí z doby vlády Přemysla Otakara II. a Václava I. sice není početnější než v předešlé periodě, ale setkáváme se zde s nesrovnatelně vyšší úrovní architektury. Řada těchto kaplí patří dokonce k tomu nejkrásnějšímu, co v období gotiky na našem území vzniklo.[zdroj⁠?!]
Kaple z této doby potkáváme na Zvíkově, v Písku, Myšenci, na Housce, Bezdězu, Nižboru, Oseku a nejspíše i na Hluboké a písemně doložena je kaple na Křivoklátě. Na Moravě je to kaple svatého Jana Křtitele na Špilberku a Buchlově. Prostor kaple je vždy jednolodní a buď je uzavřen rovnou zdí, tedy má obdélný půdorys (Zvíkov, Špilberk, Buchlov a možná i Křivoklát), nebo je zakončen polygonálním závěrem bez vítězného oblouku (Písek, Houska, Bezděz, Nižbor, Osek). Kaple jsou nejčastěji aditivně zapojeny do složitějších kompozičních celků s více obytnými křídly (Zvíkov, Písek, Houska, Křivoklát, Špilberk), nebo jsou připojeny k paláci podobně, jak tomu bylo již v případě kaple Všech svatých na Pražském hradě (Myšenec, Bezděz, Nižbor nebo také Hluboká). V případě Oseku je kaple přiložena k obytné věži a kaple na Buchlově patří do vzácné skupiny označované Torturmkapelle, tedy kaplí umístěných v branské věži.
Zcela mimořádná je podoba kaple na biskupském hradě v Horšovském Týně, která vznikla na přelomu padesátých a šedesátých let 13. století. Na rozdíl od královských kaplí, které jsou vesměs odvozeny z Francie, je půdorys této kaple zcela solitérní. Závěr kaple je trojosý a je dělen volně stojícími svazkovými sloupy. Stěny jsou plné, což sice souvisí s tím, že kaple byla umístěna ve věži, ale je to opět zcela opačný trend, než jaký pozorujeme na královských hradech, které se snaží o co největší prosklení.
V době Václava II. se poprvé objevila kaple na šlechtickém hradě. Pravděpodobně s nejstarší kaplí, která pochází z osmdesátých let 13. století, se setkáme na Českém Šternberku. Jednalo se o palácovou kapli, která byla situována příčně k ose paláce. O něco později, v době kolem roku 1300 vznikla oktogonální kaplová věž na Okoři. Kaple je umístěná v přízemí věže a pravděpodobně na všechny strany byla otevřena okny.

### Čtrnácté a počátek patnáctého století

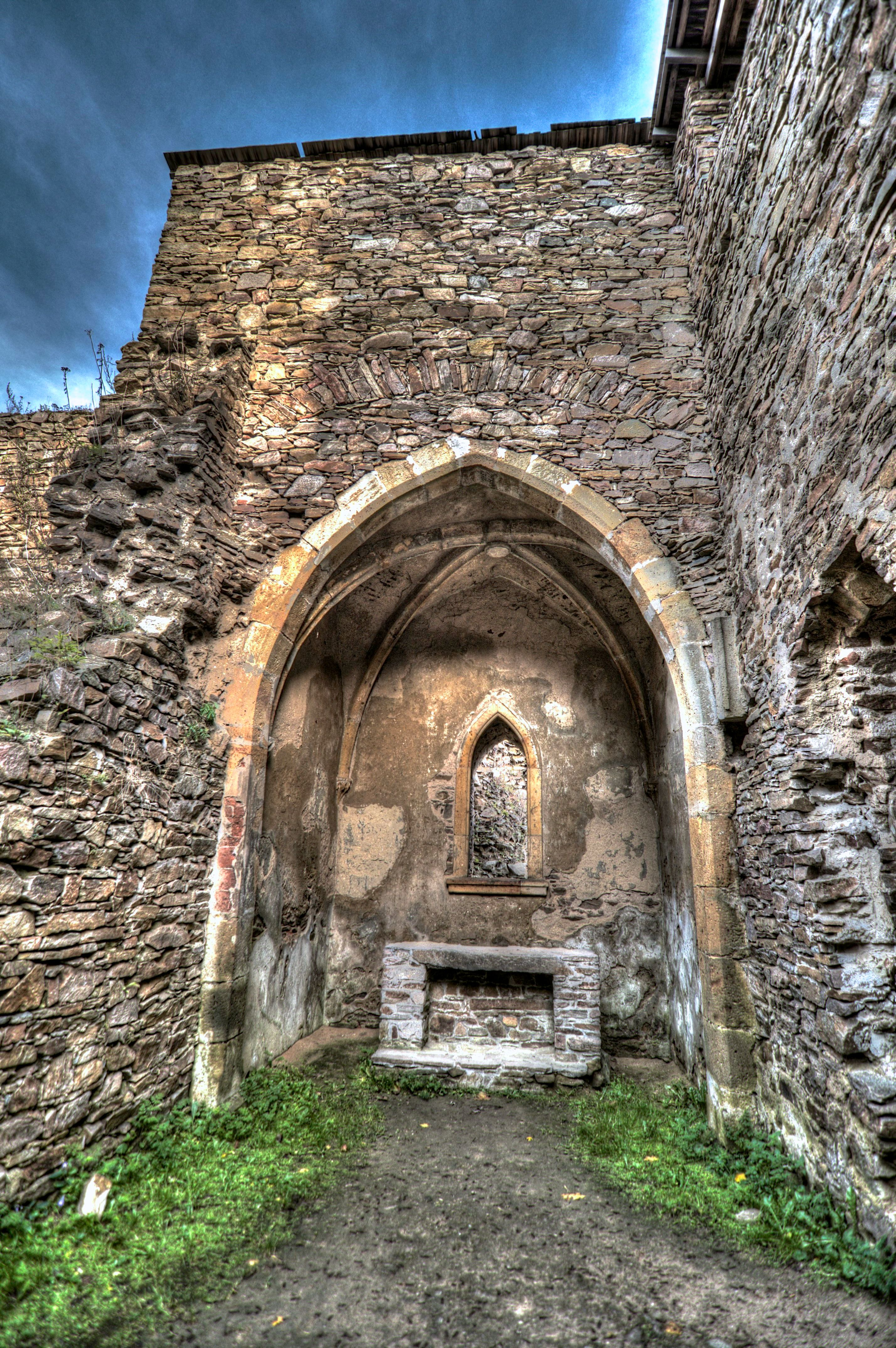
Hasištejn, hradní kaple

14. století přineslo značnou změnu do podoby hradních kaplí. Kaple se začaly stavět ve velkém měřítku na šlechtických hradech a jejich podoba prošla výraznou změnou, což platí i o kaplích královských. Architektonická podoba kaplí začíná být variabilní, objevují se zcela nové typy kaplí a registrujeme také importy ze západu.
V předešlé periodě jsme měli možnost pozorovat, že běžnou součástí hradní kaple byla empora, což se ale v průběhu 14. století změnilo. Ve 13. století se vyskytovalo několik základních typů kaple (kaple připojená k paláci, palácová kaple, kaple zapojená do obvodové hradby, kaple ve věži a kaplová věž), které se budou využívat i nadále ve 14. století, ale přibudu i další. V prvé řadě je to typ kaple otevřené do profánního sálu, který se vyskytuje ve dvou variantách. Chór kaple je buďto umístěn ve věži připojené k paláci (Karlštejn, Kost, Dražice) nebo má chór podobu arkýře (Příbram, Egerberk, Maidštejn). Nově se také potkáme s adaptacemi profánních prostor na kapli (Karlštejn, Mělník, Děčín).
Také samotný sakrální prostor kaple vykazuje značnou variabilitu. V prvé řadě se velmi rozšíří arkýř, který obsahuje chór kaple a následně se stal velmi oblíbeným, a to nejen v hradním prostředí. Dále se setkáme s obdélnými kaplemi, které jsou klenuté dvěma poli křížové žebrové klenby (karlštejnské kaple svaté Kateřiny a kaple svatého Kříže, Bečov, Mělník), a přibyly i vícelodní řešení (Vlašský dvůr, Točník, kaple Všech svatých na Pražském hradě).
Nejnovější bádání ukazuje, že Jan Lucemburský na počátku své vlády vystavěl několik hradů, mezi nimiž dominuje stavba Hasištejna, kde se setkáváme s kaplovou věží. Prostor kaple je obdélný a je vítězným obloukem otevřen do obdélného závěru. Podoba kaple se jednoznačně neváže na starší přemyslovské předlohy. Pravděpodobně ještě za jeho vlády vznikla kaple Panny Marie ve Starém královském paláci, která měla chór umístěný v arkýři a plochostropou loď.
Podstatně větší stavební aktivitu vyvinul až Karel IV., který stál za vznikem několika hradních kaplí (s největší pravděpodobností Veveří, Karlštejn, Hrádek u Purkarce, kaple Všech svatých na Pražském hradě). Každá kaple je ovšem zcela solitérní. Na Karlštejně se jednak setkáme s dvěma kaplemi umístěnými v půlkruhové věži svatého Mikuláše, které se vítězným obloukem otevíraly do profánního prostoru, dále je to kaple Panny Marie adaptovaná z profánního sálu, kaple svaté Kateřiny má charakter trezoria a kaple svatého Kříže je umístěná ve věži a opět jde o adaptaci nejspíše rozestavěné profánní místnosti. Naproti tomu kaple na Hrádku u Purkarce jednoznačně vychází ze starší přemyslovské tradice a jedná se o jednolodní prostor s polygonálním závěrem bez vítězného oblouku. Zcela ojedinělým počinem pak byla přestavba kaple Všech svatých na Pražském hradě. Chór kaple je dosud částečně zachován a je zřejmé, že se jednalo o mimořádně zajímavou skeletovou konstrukci, ale nešlo o kapli typu Sainte-Chapelle. U kaple totiž nevíme o uchovávání ostatků svatého Kříže a především se odlišoval i stavební typ kaple. Chór se totiž vítězným obloukem měl otevírat do čtvercové lodi, která nebyla dokončena a pravděpodobně měla být řešená jako krátké trojlodí nebo jako jednosloupová síň.
Václav IV. vystavěl kaple ve Vlašském dvoře v Kutné Hoře, na Točníku, v Králově dvoře u svatého Benedikta na Starém Městě pražském a pravděpodobně i jinde. Kaple ve Vlašském dvoře je koncipována jako jednosloupová síň a chór kaple je umístěn v mimořádně náročně provedeném arkýři. Kaple byla přiložena ke starší zástavbě. Podobně řešená byla i kaple na Točníku.

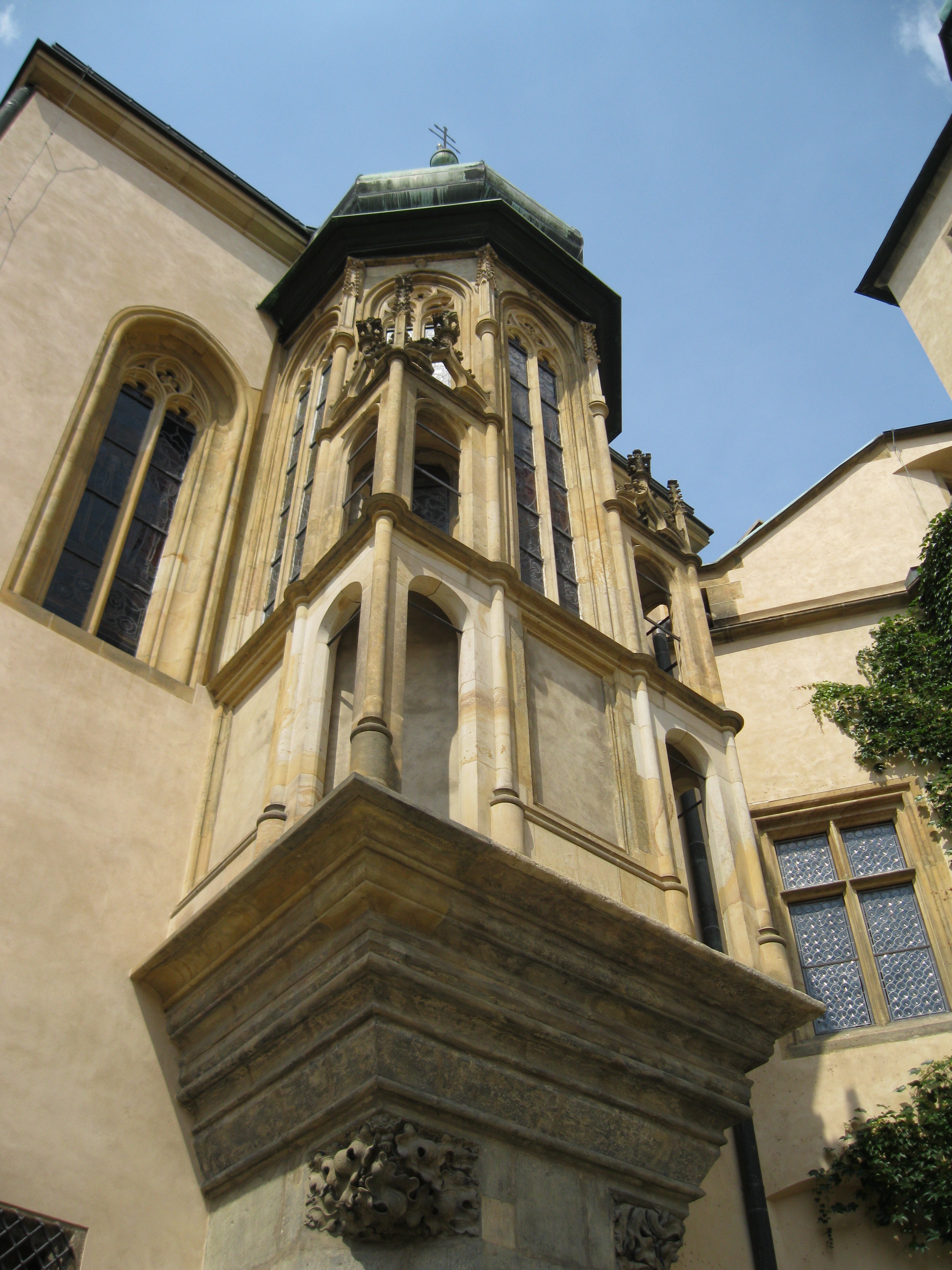
Vlašský dvůr v Kutné Hoře, arkýř kaple svatého Václava a Ladislava

Na šlechtických hradech jsme se na sklonku 13. století setkali s hradní kaplí ojediněle, což se ve 14. století změnilo. První polovině 14. století vévodí několik velmi významných staveb, jejichž stavebníky jsou nejmocnější rody. V prvé řadě je to kaple svatého Jiří na Českém Krumlově, kterou nechal vystavět Petr I. z Rožmberka, dále je to kaple svatého Vavřince na Lipnici nad Sázavou, jejímž zakladatelem byl Jindřich z Lipé, a současně vznikla i kaple v Dražicích, kterou si nechal vystavět pražský biskup Jan IV. z Dražic. Kaple v Českém Krumlově měla podle nejnovějších nálezů obdélný půdorys a byla zakončená polygonálním závěrem, šlo tak o tradiční přemyslovské schéma. Na Lipnici se jednalo o velmi neobvykle řešenou kaplovou věž, k níž byl přiložen křehký presbytář, a dražická kaple je příkladem jihofrancouzského importu. Z této doby také známe několik kaplí jen z písemných pramenů (Perštejn, Žebrák, Příběnice).
K masivnější výstavbě kaplí na šlechtických hradech došlo až za vlády Karla IV. Krátce po polovině 14. století registrujeme celou řadu hradních kaplí, které se ovšem nedochovaly (Trhové Sviny, Krasikov, Rožmberk, Sobotka, Lomnice nad Lužnicí, Ronov aj.). Kaple z této doby se zachovala na Kosti a jednalo o typ kaple otevřené do profánního sálu, jejíž presbytář byl umístěn ve věži přiložené k nároží paláce. Později se tato kaple ukázala jako nedostatečná a v osmdesátých letech 14. století vznikla nová, větší kaple na nádvoří. V šedesátých letech vznikla kaple na Maidštejně, která je také otevřena do profánního sálu a měla podobu arkýře.
Arkýřová kaple se také nacházela na Libštejně, ale ta bohužel zanikla. Asi nejlépe zachovanou kapli této doby nalezneme na Bečově.[zdroj⁠?!] Jednalo se o kaplovou věž, která obsahovala prostor klenutý dvěma poli křížové klenby. Na Moravě pak stojí za pozornost kaple v Telči asi z poloviny 14. století, ale především kaple na Moravském Šternberku, kterou nechal vystavět Albert II. ze Šternberka, rádce a dvořan ve službách Karla IV., který zažil pozoruhodnou církevní kariéru, stal se biskup biskupem ve Schwerinu, Litomyšli a arcibiskupem magdeburským.
Doba Václava IV. se nesla ve znamení pokračování předešlých trendů. Rovněž v této době registrujeme několik hradních kaplí, které zanikly Hradové Střimelice, Hrubá Skála, Hrubý Rohozec, Škvorec, Trosky, Zvířetice, Děčín nebo Opočno), ale řada se jich zachovala.
V prvé řadě je nutné zmínit kapli na hradě Jenštejn, kterou si nechal vystavět pražský arcibiskup Jan z Jenštejna. Jednalo se o kapli s drobným polygonálním presbytářem umístěnou ve válcové věži. S další kaplí umístěnou ve věži se setkáme v Mikulově, která byla založena roku 1380 bratry Janem a Jiřím z Lichtenštejna. Další dochovaná kaple se nachází na hradě Jíry z Roztok, Krakovci. Jde o palácovou kapli s chórem umístěným v arkýři. Jen o něco mladší je kaple na Egerberku, kde se jedná o kapli otevřenou do profánního sálu. Částečně se dochovala i nevelká kaple na Blatné, která byla později v 15. století výrazně přestavěna. V době kolem roku 1400 vznikla také menší kaple na Českém Krumlově. Na počátku husitských válek byla přestavěna i původní krumlovská kaple svatého Jiří. Již v době probíhajících husitských válek vznikla arkýřová kaple na Cimburku u Koryčan.
Z výše uvedeného je zřejmé, že velká část stavebníků hradních kaplí patřila k nejvýznamnějším šlechtickým rodům a velmi často se jednalo o dvořany Karla IV. a Václava IV. Řada kaplí této doby zcela zanikla a známe je jen z písemných pramenů.

### Pozdně gotické hradní kaple

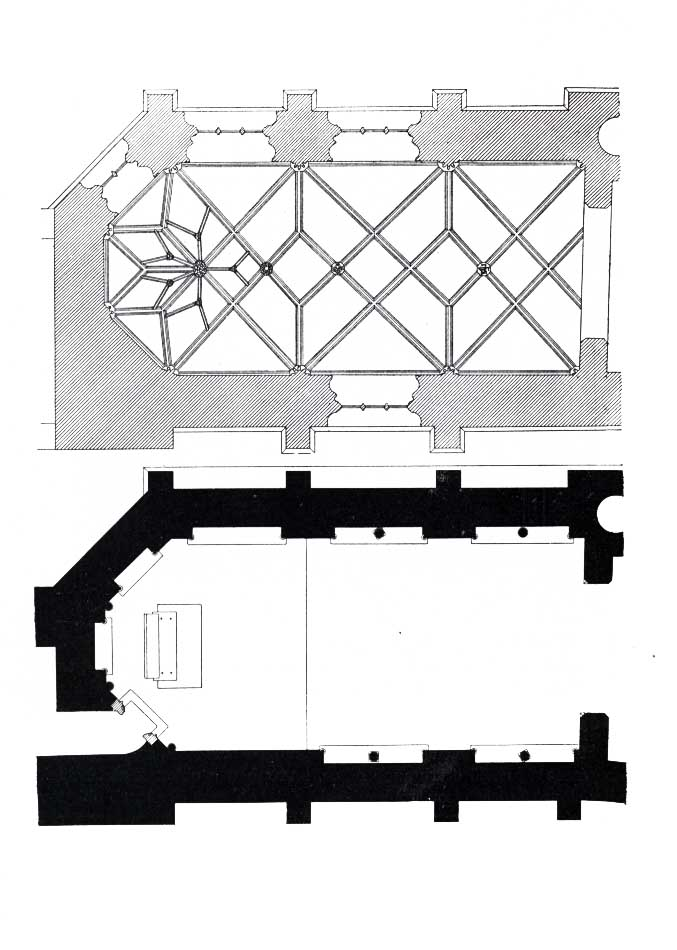
Křivoklát, půdorys hradní kaple

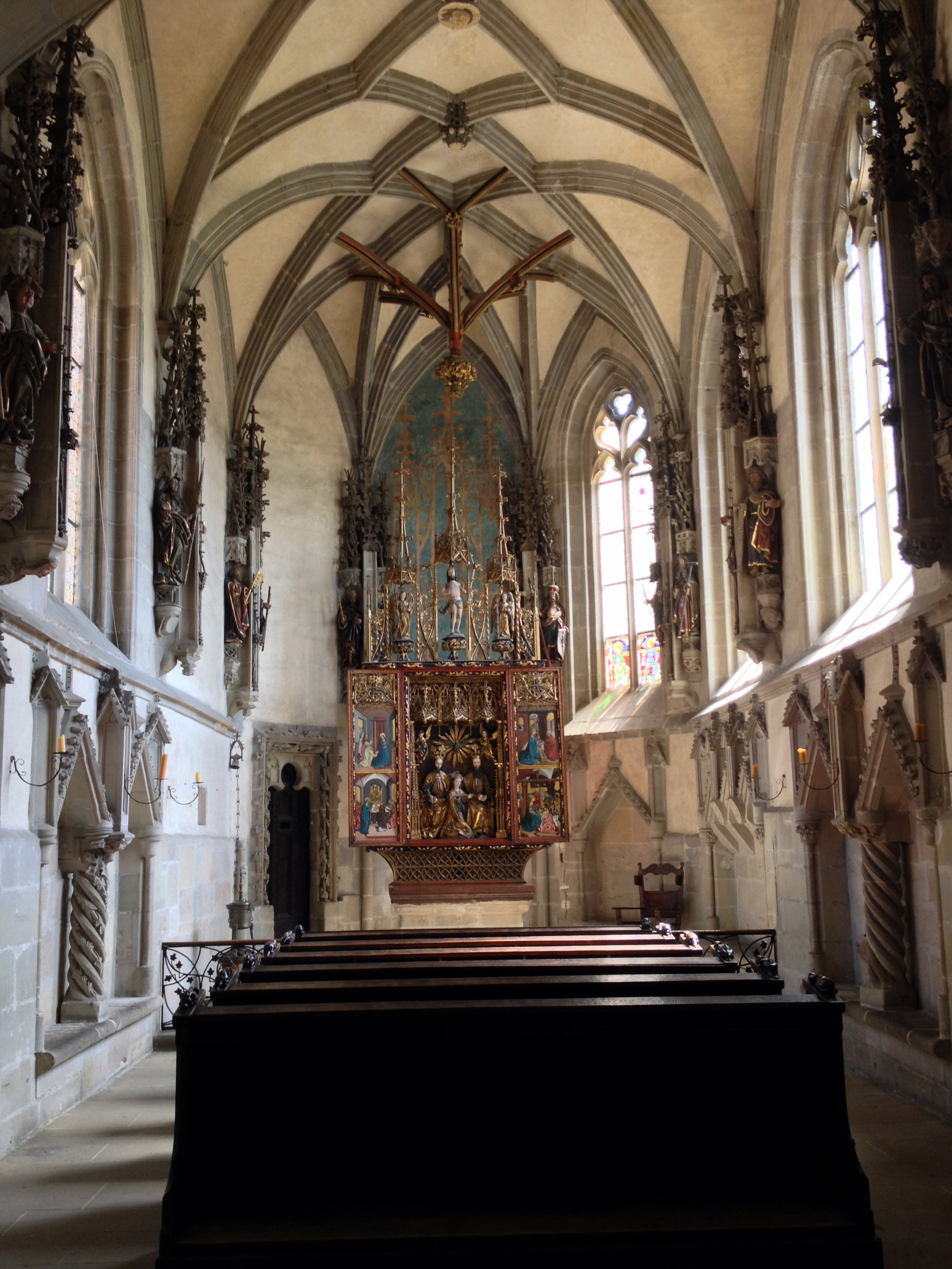
Křivoklát, interiér kaple

Husitské války přesměrovaly zájem stavebníků jiným směrem. Ve třicátých letech 15. století se sice setkáme se vznikem kaple v Poděbradech, ale jde o ojedinělý počin. Na husitských hradech se s kaplí setkáme jen na Drábských světničkách, kde byla vysekána do pískovcové skály.
K rozvoji hradních kaplí tak opět došlo až po zklidnění situace v šedesátých letech 15. století. V této době je na hradních kaplích možné pozorovat jednak doznívání doby Václava IV., ale patrná jsou také velmi svérázná řešení, která se projevují především ve výtvarné podobě kaplí, typologická stránka v podstatě jen rozvíjí předešlé období, a to s jedinou výjimkou, kterou jsou kaple založené na baštách (Klenová, Švihov, částečně kostel Nejsvětější Trojice na Rabí).
Jedna z nejpozoruhodnějších hradních kaplí u nás vznikla už v šedesátých letech 15. století na hradě Lomnice. Stavebníkem zde byl Markvart z Lomnice a jeho manželka Markéta z Boskovic. Na stavbě se nejspíše podílela brněnská svatojakubská huť. Loď kaple je klenutá síťovou klenbou a směrem do nádvoří je opatřena arkýřovým presbytářem, který je flankován dvěma hrotitými okny. Na protější straně je na starší hradbě umístěna empora. V klenbě se dosud nacházejí gotické nástěnné malby, svorníky nesou heraldickou výzdobu a o v oknech arkýře jsou vitráže z počátku 16. století.
Královské stavby se v pohusitské době omezily na minimum. Jiří z Poděbrad si nechal vystavět na svém rodovém hradě v Liticích nevelkou kapli ve věži, kterou není možné označit jako královskou. Zbývá jen stavba nové kaple na Křivoklátě, která se odehrála v osmdesátých až devadesátých letech 15. století. Jednalo se o jednolodní kapli zakončenou polygonálním závěrem, která je zaklenuta síťovou klenbou svatovítského typu a je připojena k paláci. Základní schéma kaple je odvozené ještě ze 13. století, to některé badatele[které?] vedlo k přesvědčení, že spodní etáž kaple je ještě raně gotická, což je zjevný omyl.[zdroj⁠?!] Kaple je mimořádně bohatě zdobena kamenickým dekorem, krásnými sediliemi a sochami na konzolách s baldachýny a fiálami, což z této kaple činí nejhonosnější prostor celého pozdního středověku v Čechách, byť kvalita sochařské práce není nijak zvlášť vysoká.[zdroj⁠?!]
Naproti tomu v případě šlechtických hradů je možné pozorovat proces, kdy se kaple zvětšuje a stává se plnohodnotnou součástí hradního areálu. Svou velikostí a uměleckým ztvárněním tak začíná konkurovat královským hradním kaplím.
Dochází i k proměně sakrálního prostoru, 14. století ukazovalo neobyčejnou variabilitu dispozic, ale v 15. století (podobně jako předtím již ve 13. století) vzniká řada kaplí s příbuzným půdorysem. Často se tak setkáme s kaplí, která má obdélnou loď s odsazeným vítězným obloukem a užším chórem, který je téměř vždy založen na pěti stranách oktogonu (Švihov, Rábí, Orlík, Bor u Tachova, Kunětická hora, která ale měla obdélný závěr). Kromě této varianty se setkáme i s tradičněji řešeným půdorysem jednolodní kaple s polygonálním závěrem bez vítězného oblouku (Smečno, Křivoklát, Pardubice, Blatná, Kestřany).
V 15. století registrujeme několik příkladů kaplí adaptovaných z profánních prostor (Jindřichův Hradec – kaple Panny Marie, Žirovnice) a také kaplí otevřených do profánního sálu (Hrádek v Kutné Hoře, Lipnice nad Sázavou, Loket, Rabí). Velmi zajímavý příklad kaple nalezneme v Poděbradech, kde již ve třicátých letech 15. století byla na kapli datována východní část velkého sálu, který ale neztratil svou původní funkci a docházelo zde ke smíšenému provozu, což dokazují nástěnné malby, které jednak představují náboženské náměty ve východní části, a také zelenou světnici v západní polovině sálu. V 15. století se také setkáme s hradskými kostely, což jsou předchůdci v 16. století oblíbených zámeckých kostelů. První takovýto kostel se nachází na Zelené hoře a stál volně na ploše předhradí, druhý byl vystavěn na okraji hradního areálu na Rabí.
Většina kaplí vzniklých v 15. století patří do skupiny palácových kaplí (Pardubice, Zbiroh, Žírovnice, Jindřichův Hradec, Orlík, Loket, Rabí, Bor u Tachova, Lipnice, Pardubice, Blatná, Hrádek v Kutné Hoře, Lomnice), ve dvou případech byla kaple vystavěna na baště (Klenová, Švihov) a známe i několik samostatně nebo volně stojících kaplí či kostelů (Zelená Hora, Rabí kostel Nejsvětější Trojice, Kunětická Hora).

## Nadání kaplí
Při sledování forem fundace a nadání kaplí bylo vysledováno několik modelů, které mají platnost pro 14. a počátek 15. století. V podstatě neexistuje rozdíl mezi královskými a šlechtickými kaplemi, i když královské kaple jsou velmi špatně doloženy. Pro starší období nejsou k dispozici téměř žádné písemné zprávy, v případě pohusitské doby nebyly prameny dosud editovány. Velmi zajímavou formu nadání kaple nacházíme k roku 1408 na Českém Šternberku. Tehdy jistý plebán Mikuláš z Měchnova přijal desátek ze dvou popluží Měchnova od plebána z Vranova a za to slíbil, že podle starobylého zvyku bude konat služby na hradě a v kostele. Formulace dle starobylého zvyku nás nechává na pochybách, že ke kapli neexistovala psaná nadační listina, což by mohlo poukazovat na velké stáří této nadace.
Od poloviny 14. století je vcelku běžně doložen filiální vztah mezi příslušným kostelem a hradní kaplí, kdy byl nadán kostel a za to jeho kněz nebo jím zjednaní vikáři měli povinnost docházet na hrad a zde sloužit mše dle dohody s fundátorem (Český Krumlov, Rožmberk, Velešín, Potštejn). Vzácně se dochovala i filiační listina z roku 1350 vydaná pro kapli na Staré Dubé. 
Druhý model spočíval v přímém nadání hradní kaple, popřípadě oltáře v kapli. Následně vlastník kaple osobně jmenoval kaplany, jejichž potvrzení se dochovalo v Konfirmačních knihách. U velkých hradních kaplí se někdy vyskytovalo více duchovních, byť většinou je písemně doložen jen jeden kaplan, který je nazýván jako rektor, děkan nebo probošt kaple (Křivoklát, Vlašský dvůr, Karlštejn – kaple svatého Palmácia, Lipnice, Český Krumlov), což bylo někdy mylně vykládáno jako důkaz existence kapituly. Více kněží je pak doloženo na Křivoklátě.
Poslední a nejnáročnější formou zajištění bohoslužeb je založení kapituly, k čemuž došlo jen výjimečně. Kapitula byla poprvé přestěhována ke kapli Všech svatých na Pražském hradě už za Václava II., ale neúspěšně. Druhý pokus Karla IV. o založení nové kapituly u kaple Všech svatých z přelomu třicátých a čtyřicátých let byl úspěšný. Karel IV. založil kapitulu rovněž na Karlštejně, kde měla zajistit liturgický provoz v kaplích svatého Mikuláše, Panny Marie a svatého Kříže. Další kapitula vznikla u kaple svatého Vavřince v Lipnici nad Sázavou, kde ji založil Vilém z Landštejna.

## Příklady

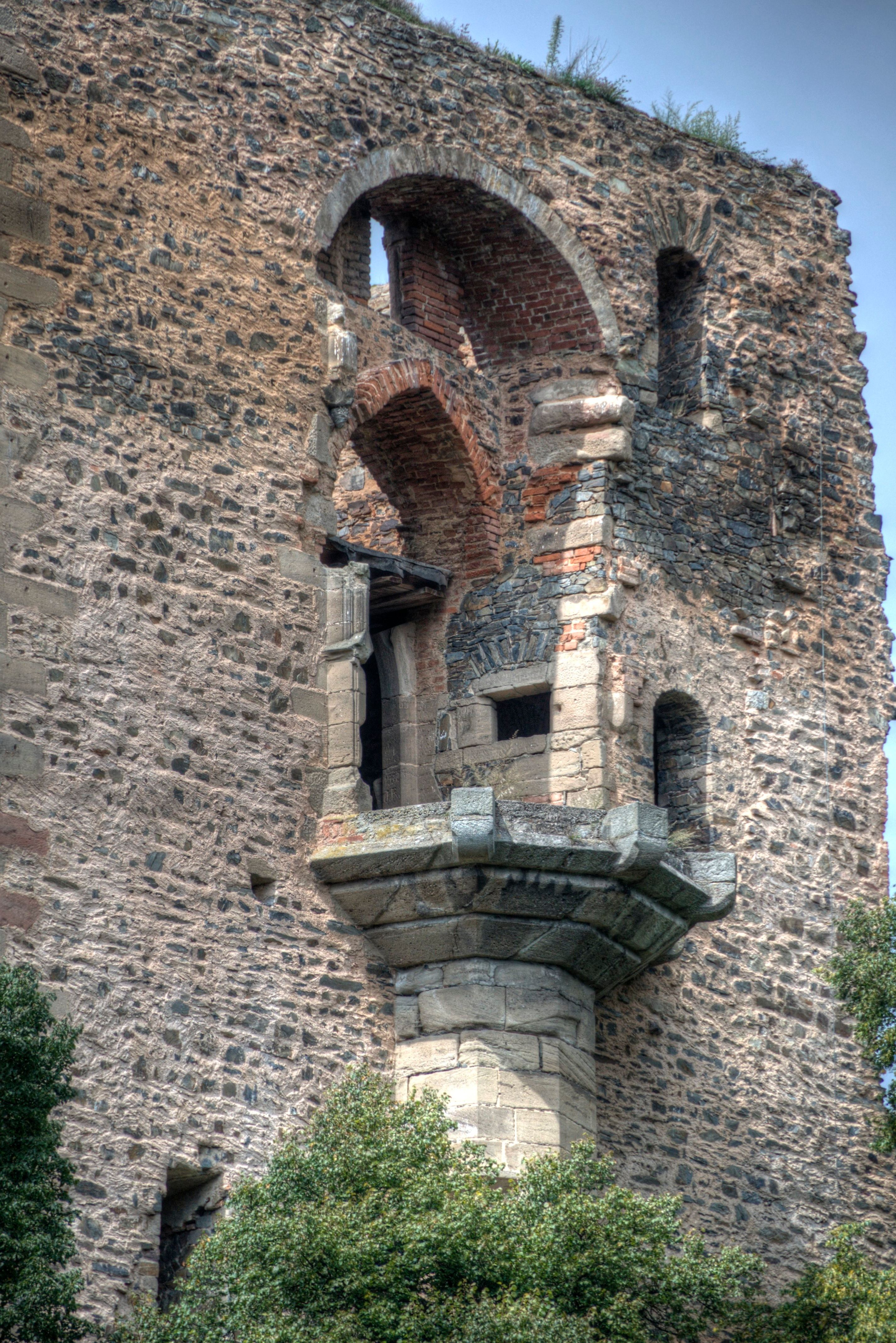
Pozůstatky kaplového arkýře na Krakovci

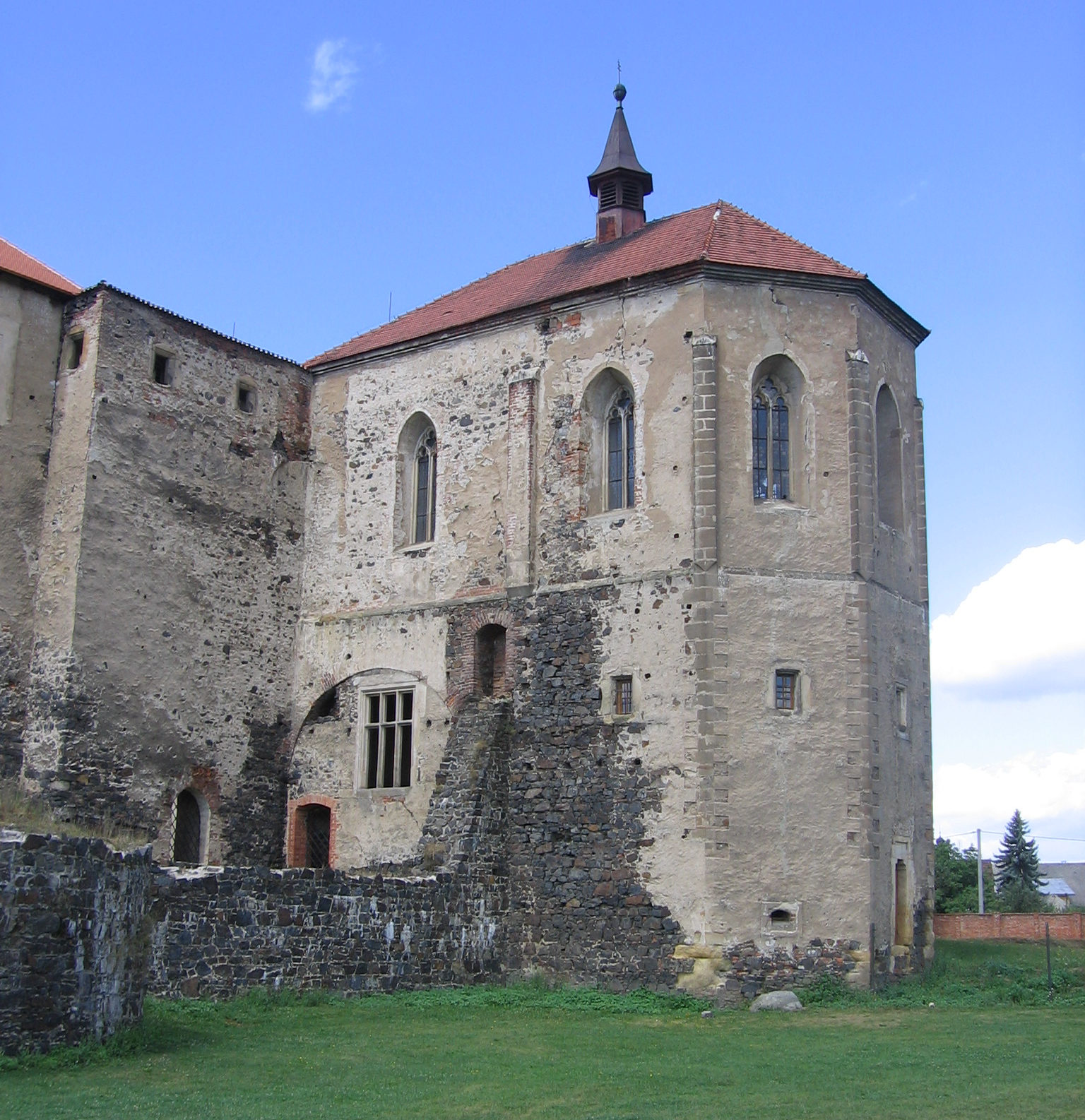
Švihov

- Pražský hrad. Kostel Všech svatých. Kaplový arkýř v královském sálu.

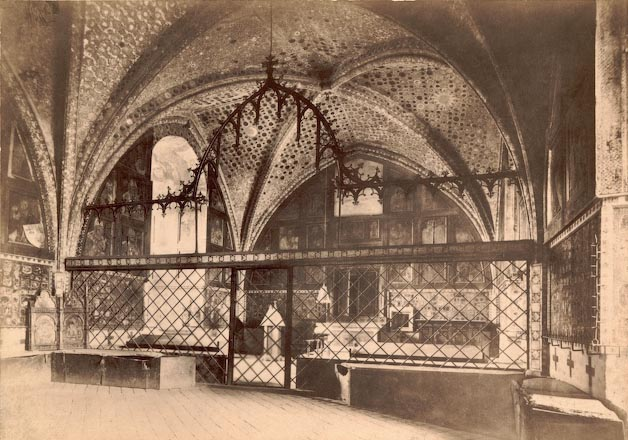
Kaple svatého Kříže na Karlštejně (1878)

- Karlštejn. Kaple svatého Mikuláše. Kostel Panny Marie. Kaple svaté Kateřiny. Kaple svatého Kříže.
- Křivoklát. Pozdně gotická kaple v prvním patře, na úrovni reprezentačních prostor královského paláce.
- Bezděz. Raně gotická kaple s tribunou přístupnou z reprezentačních prostor královského paláce.
- Zvíkov. Raně gotická kaple v úrovni reprezentačního patra paláce, vybavená pavlačovou tribunou.
- Špilberk. Raně gotická kaple v patře hradního paláce.
- Landštejn. Románská tribunová kaple vložená do druhého patra donjonu.
- Buchlov. Raně gotická kaple v patře věže nad bránou hradního jádra.
- Horšovský Týn. Raně gotická tribunová kaple v patře věže začleněné do nároží palácových křídel.
- Houska. Raně gotická kaple s tribunou, včleněná do nároží palácových křídel v úrovni prvního patra.
- Lipnice. Vrcholně gotická kaple v přízemí mohutné věže.
- Krakovec. Kaple včleněná do patra paláce se zevně projevovala chórovým arkýřem vystupujícím z vnějšího průčelí.
- Švihov. Pozdně gotická kaple v úrovni patra paláce, vybavená tribunou.
- Blatná. Kaple s presbyteriem vystupujícím z průčelí vedle vstupní brány. Relikty patrové sakrální centrální stavby s patrem se čtyřmi apsidami.
- Jenštejn. Gotická kaple v patře kruhové věže.
- Cheb. Patrová kaple.